# Eden (Mississipi)
Eden és una població dels Estats Units a l'estat de Mississipi. Segons el cens del 2000 tenia 126 habitants.

## Demografia
Segons el cens del 2000, Eden tenia 126 habitants, 47 habitatges, i 33 famílies. La densitat de població era de 101,4 habitants per km².
Dels 47 habitatges en un 40,4% hi vivien nens de menys de 18 anys, en un 40,4% hi vivien parelles casades, en un 23,4% dones solteres, i en un 27,7% no eren unitats familiars. En el 27,7% dels habitatges hi vivien persones soles el 8,5% de les quals corresponia a persones de 65 anys o més que vivien soles. El nombre mitjà de persones vivint en cada habitatge era de 2,68 i el nombre mitjà de persones que vivien en cada família era de 3,26.
Per edats la població es repartia de la següent manera: un 29,4% tenia menys de 18 anys, un 9,5% entre 18 i 24, un 27,8% entre 25 i 44, un 19% de 45 a 60 i un 14,3% 65 anys o més.
L'edat mediana era de 33 anys. Per cada 100 dones de 18 o més anys hi havia 85,4 homes.
La renda mediana per habitatge era de 24.286 $ i la renda mediana per família de 24.375 $. Els homes tenien una renda mediana de 40.625 $ mentre que les dones 11.750 $. La renda per capita de la població era de 16.675 $. Entorn del 30,6% de les famílies i el 35,7% de la població estaven per davall del llindar de pobresa.

## Poblacions més properes
El següent diagrama mostra les poblacions més properes.